# Tao Hua
Tao Hua (förenklad kinesiska: 陶桦; traditionell kinesiska: 陶樺; pinyin: Táo Huà), född den 12 december 1972 i Shanghai, är en kinesisk softbollspelare.
Hon tog OS-silver i samband med de olympiska softboll-turneringarna 1996 i Atlanta.